# Svarttjärnen (Ockelbo socken, Gästrikland, 674694-154318)
Svarttjärnen är en sjö i Ockelbo kommun i Gästrikland och ingår i Testeboåns huvudavrinningsområde.